# 통치
통치(reign), 군림, 치세, 재위는 개인이나 왕조가 국가(예: 사우디아라비아, 벨기에, 안도라), 민족(예: 프랑크족, 줄루족) 또는 영적 공동체(예: 천주교, 티베트 불교, 니자리 이스마일교)에서 관찰되는 기간이다. 대부분의 세습 군주제와 일부 선출 군주제(예: 신성 로마 제국)에서는 주권자의 통치 기간이나 재임 기간에 제한이 없으며 임기도 없다. 따라서 군주제 자체가 폐지되거나 군주가 퇴위 또는 폐위되지 않는 한, 통치는 일반적으로 군주가 죽을 때까지 지속된다.
선거군주제에서는 군주의 재임 기간이 고정되어 있을 수 있다(예: 말레이시아).

## 같이 보기
- 공위시대
- 렉스